# Révolte des Mau Mau
Pour les articles homonymes, voir Mau Mau.
Cet article possède un paronyme, voir Maï-Maï.
La révolte des Mau Mau ou des Mau-Mau est un mouvement insurrectionnel du Kenya des années 1950. Ce groupe agit à cette époque au nom du peuple Kikuyu opprimé par l'Empire britannique au Kenya.

## Description
En octobre 1952, après une campagne de sabotages et d'assassinats imputée à des Mau Mau, les Britanniques instaurent l'état d'urgence et organisent des opérations militaires à leur encontre. Fin 1956, selon l'historienne Caroline Elkins, plus de 100 000 insurgés et civils ont été tués au cours des combats ou dans les massacres qui caractérisent la répression et plus de 300 000 autres Kikuyu sont détenus dans des camps à l'intérieur desquels des tentatives pour les amener à adopter les vues politiques du gouvernement ont été entreprises,,. Cependant malgré les actions du gouvernement, la population Kikuyu a conservé ses aspirations nationalistes confirmées par l'arrivée au pouvoir en 1963 de Jomo Kenyatta, considéré par les Britanniques comme un chef de file du mouvement de révolte des Mau Mau et en cela perçu comme un héros par le mouvement. Il semblerait qu'il n'y ait absolument pas participé, bien qu'il ait également combattu le régime colonial. En pays kisii, les terres ont été remodelées par une politique de remembrement et de modernisation au lendemain de la révolte des Mau Mau (1952 - 1956).
Les côtes de l’actuel Kenya sont d’abord colonisées par les Allemands puis par la British East Africa Company vers 1890. En 1895, la compagnie commerciale basée à Mombasa perd ses droits et la région devient Afrique orientale britannique. En 1920, elle prend le nom de protectorat du Kenya. La colonisation britannique a, comme ailleurs, généré des profondes mutations et transformations des sociétés. Dans l’Afrique orientale britannique, la situation est encore plus exceptionnelle du fait de la présence de colons blancs autorisés à s’installer dès 1902. Dans ce protectorat, on assiste à un développement et à un traitement asymétrique entre les populations européennes d’une part, africaines et indiennes d’autre part. En outre, le caractère agraire de cette colonie, globalement dépourvue de ressources minières, a fortement contribué à l’émergence d’inégalités entre les communautés coloniales et colonisées dans un premier temps et ensuite au sein même des sociétés colonisées dans un second temps. Enfin, l'indirect rule, chère à Lugard, a souvent substitué à des autorités « traditionnelles » reconnues et acceptées de nouvelles formes de pouvoir inconnues des conceptions des populations.
Le peuple Kikuyu à l’origine de la révolte Mau Mau est, au moment de la colonisation, en pleine expansion géographique et démographique. Peuple lié à l’agriculture jusque dans ses légendes, il vit dans un profond malaise l’accaparement et la confiscation des terres par les Blancs. Quant à l’origine du terme Mau Mau, il n’a aucune signification en kikuyu. Toutefois, quelques pistes ont été exploitées et Mau Mau pourrait être une anagramme de « uma-uma » qui signifie « dehors », contraction fréquente souvent issue du langage infantile, ou bien d’une déformation du mot muma, le serment.

## Racines de la révolte
Le Mau Mau est d’abord un mouvement « ethnique » au sens où il s’ancre dans les structures et les malaises du peuple Kikuyu. Cependant, il ne faut pas caricaturer la révolte comme une crise d’une société « primitive ». Il est nécessaire de passer par un rapide exposé ethnologique des structures politique, économique et sociale de la société Kikuyu et d’évaluer l’impact du colonat britannique sur celles-ci. En outre, il ne faut pas réduire les causes de la révolte à une simple opposition de style entre « africains primitifs » et « occidentaux modernes ». En effet, les développements, politiques, de la première moitié du siècle montrent bien que les Kikuyus, et plus largement la colonie kényane, a déjà bien intégré les coutumes et les normes de l’action politique comme en témoignent l’émergence de figures comme Harry Thuku ou Jomo Kenyatta.

### Aperçu de la société Kikuyu

#### Organisation socio-politique
La société Kikuyu s’organise autour de segments générationnels qui assurent chacun à leur tour les charges du pouvoir (décision, législation, justice, guerre). L’alternance s’effectue au moment d’une grande cérémonie nommée l’itwika, qui a lieu à peu près tous les 25-30 ans, dans laquelle la jeune génération remplace ses aînés. Ce système se double d’un ensemble hiérarchique de Conseils dans lesquels on entre grâce à différents évènements majeurs de la vie du Kikuyu (circoncision, mariage, naissance de l’enfant, etc.). Ce système de Conseil a donc tendance à casser la solidarité générationnelle originelle puisque de tels évènements n’interviennent pas au même moment dans la vie de chacun. Dans cette répartition des pouvoirs politiques, les femmes sont totalement exclues mais elles gardent des prérogatives sur les rituels qui les concernent (menstruations, tabous sur les naissances, etc). Au niveau territorial, les Kikuyu ne vivent pas dans des villages mais l’on peut distinguer trois niveaux. D’abord l’itura – le hameau car les Kikuyus vivent en habitat dispersé – ensuite le mwaki (un ensemble plus vaste de hameaux) et enfin le rugongo une unité politique et rituelle.

#### Organisation socio-économique
L’une des singularités de ces Kikuyus réside sans doute dans le système agraire. En fait, il n’existe pas de réelle unité politique ou territoriale mais plutôt des unités de parenté qui s’organisent autour d’une propriété agricole : le mbari. Jomo Kenyatta, un meneur nationaliste et Kikuyu, affirme d’ailleurs que « la propriété foncière est la clef de voûte de mon peuple »[réf. nécessaire]. Le mbari est un terrain défriché et possédé par une parenté (allant parfois jusqu'à 2 000 individus) qui se lègue dans son intégralité à la parenté qui l’administre à travers un muramati en copropriété. Cette propriété foncière, le githaka, est en fait insécable. Sur ce système d’exploitation familiale de la terre se greffe avec l’expansion Kikuyu, la colonisation britannique, la réquisition et la restriction des terres de nouveaux statuts. Ainsi, le mutami est celui qui jouit de l’usufruit d’une portion de terre qu’il doit entretenir tout en versant une part de sa récolte et en aidant le propriétaire dans ses travaux. Le cas le plus répandu est celui de l’ahoi, réduit à un simple statut d’employé agricole.
L’organisation sociétale se double en outre d’une division sexuelle du travail. Les hommes sont chargés des affaires sociales et politiques, de la garde des troupeaux, des travaux de force, de la fabrication des outils, de la chasse, de la récolte et de la guerre ; les femmes quant à elles s’occupent du labourage, des récoltes, du transport du bois et de l’eau, de la cuisine (sauf la viande).

#### Croyances et religion
Les Kikuyus sont des « monothéistes » qui croient en Ngai (en) – résidant sur le Mont Kenya – mais aussi en leurs ancêtres. La plupart des cérémonies rituelles, qui sont des marqueurs sociaux et non des actes religieux contrairement aux idées reçues, s’accompagnent généralement d’un serment. Le non-respect de ce serment entraine la souillure, le thahu, qui peut aller de la maladie à la mort en passant par la blessure physique. On peut s’affranchir de cette souillure en invoquant la magie et en recourant aux sorciers.

### Poids du colonat britannique

#### Transformations introduites par les Britanniques
L’arrivée des Britanniques a profondément transformé les structures sociétales des Kikuyus. C’est une conjonction de décisions et de politiques administratives qui vont contribuer à bouleverser les rapports sociaux et les structures sociétales (cf supra). Le Kenya, dépourvu de richesses minières, est très vite converti en un grenier agricole régional où l’on pratique la monoculture du café, du thé et du sisal sur de larges plantations. Les préjugés sur les Africains les disqualifient d’office de cette charge de gestion des exploitations et le gouvernement britannique fait donc très vite appel à des colons blancs. En 1902 puis en 1915 les baux concédés aux colons passent de 99 ans à 999 ans, et des réserves sont instituées regroupant les Kikuyus dans la Central Province. Les occidentaux importent aussi leur conception de la propriété et tendent à l’individualiser en cassant la structure élémentaire du mbari. En effet, des redistributions de terres s’opèrent notamment au profit des vétérans des guerres mondiales. En augmentant et en multipliant les taxes (sur les vêtements, les écoles, etc) l’administration tente de monétiser l’économie et d’amener les populations à abandonner les cultures vivrières pour les productions d’exportations.

#### Impact sur la société Kikuyu
Pour les Kikuyus cette colonisation est d’abord une fermeture de l’expansion et des débouchés agricoles puisque les Britanniques interdisent l’acquisition de terre par des Africains. Vers 1934, 1 million de Kikuyus s’entassent sur 5 500 km2, tandis que les 30 000 colons disposent de 42 000 km2. Pourtant en 1952 une grande partie des terres des Hauts Plateaux ne sont pas exploitées. Or, la situation n’est pas inconnue des autorités coloniales (Morris Carter, Commission de 1934). Les Kikuyus font donc face à une pénurie de terre et en 1953, 50 % d’entre eux ne possèdent pas de terre. La pression démographique entraine donc une surexploitation des sols qui perdent en productivité ainsi qu’un accroissement des conflits entre ahoi et parenté ou grands tenanciers souvent à la solde des Britanniques. De nombreux Kikuyus se convertissent donc en squatters (25 % des Kikuyus) dans les fermes des colons blancs ou à leur propre compte. Leur productivité porte préjudice aux fermes des colons, pourtant subventionnées. Ensuite, la mécanisation des propriétés blanches entrainent une chute de la demande de main d’œuvre qui contribue à précariser un peu plus les travailleurs agricoles. Les Kikuyus sont également présents à Nairobi où ils représentent 50 % de la population africaine. Plus de la moitié vit avec moins de 81 shillings par mois, le seuil de subsistance et ne bénéficient d’aucune assurance.
Au niveau politique, l’administration a fait fi des pratiques kikuyus. En vertu de l’indirect rule, les Britanniques placent des chefs à leur solde brisant ainsi la solidarité et l’alternance générationnelle, ainsi que le respect des institutions comme les Conseils. Le chef indigène du Kiambu est ainsi un chasseur et riche propriétaire terrien (hors du cadre du mbari, propriété personnelle s’entend ici), activité pourtant négligeable dans le cadre de la société Kikuyu. Ces chefs doivent donc composer avec les impératifs coloniaux et les pratiques de leurs peuples. Devant l’impossibilité de la tâche, des réseaux de clientélisme se constituent accroissant les tensions, notamment avec le retour des squatters des Hauts Plateaux expulsés à partir de 1937.
Toutes ces observations permettent à Buijtenhuijs d’affirmer que « la colonisation a beaucoup plus empiété sur le domaine des activités masculines que sur celui des activités féminines, ce qui a eu indiscutablement une influence sur l’évolution de la révolte mau-mau ». Le colonat britannique a donc produit des inégalités flagrantes et de moins en moins supportables. Plus grave encore est le manque d’action ou l’empêchement de celles-ci (cf infra) malgré une connaissance relative des problèmes locaux de la part de l’administration.

### Émergence de la conscience politique au Kenya
Malgré les privations et les interdictions une classe politique kényane parvient à émerger. Les missions évangélisatrices ont participé dans une certaine mesure à l’émancipation de quelques individus, formés parfois dans les écoles de la métropole comme Jomo Kenyatta. En mars 1922, un groupe de femmes mené par Mary Muthoni Nyanjiru se confronte à des soldats pour libérer Harry Thuku, militant contre le travail forcé des femmes et des enfants. Dès 1924 se constitue la Kikuyu Central Association (en) (KCA) sur les cendres de deux autres organes (Kikuyu Association et l’Eastern African Association) dirigée par Harry Thuku. L’organisation se veut représentative de la colonie mais apparaît très vite comme une tribune Kikuyu. Elle exige d’abord des compensations pour les terres perdues, mais la sémantique évolue, et on préfère très vite le terme de volées. Dès ce moment sont utilisés des serments de loyauté qui vont se perpétuer jusqu'à la révolte Mau Mau.
D’autres organisations apparaissent à travers le pays mais elles gardent une empreinte fortement locale et ethnique. Au refus de négocier ou même d’écouter les revendications, l’administration publique persiste dans la répression en interdisant tous les mouvements en 1940 et en arrêtant Harry Thuku qui à sa sortie de prison « a été en effet converti et est devenu un partisan loyal du gouvernement avant et après la révolte Mau Mau » selon Maloba.
En 1944, le Kenya African Union (en) est fondé, premier parti qui regroupe des composantes hétéroclites et nationales au niveau de la colonie, dont Kenyatta prend la tête en 1947. Le Kenyan African Union (KAU) reprend les revendications du KCA tout en ajoutant des exigences de représentation proportionnelle, et dès 1951 il s’oppose au mouvement Mau Mau. Outre l’opposition du gouvernement, les Africains doivent aussi faire face au lobby très puissant des colons blancs. En 1944 également, les colons blancs se sont unis dans l’Electors’ Union, un parti dont la sensibilité est proche de l’apartheid, où racisme et maintien des privilèges sont érigés en dogmes politiques. Le désœuvrement urbain et la spoliation de liberté sont omniprésents. Toute activité nécessite l’obtention d’une licence, comme le montre Robertson pour le cas des colporteurs et des boutiquiers. Les inactifs sont renvoyés dans les réserves et les femmes ne peuvent obtenir de licences. Par conséquent, dans les villes, les populations rejoignent des trade unions comme celui de Tom Mboya. Même quand des tentatives d’apaisement des tensions ont lieu elles échouent à cause des conceptions ambivalentes des partis. Ainsi, en 1950 des squatters expulsés sont réinstallés dans des propriétés à Olenguruone. Les premiers y voient un dédommagement pour les spoliations passées, tandis que les autorités coloniales soumettent ce don à des conditions de production spécifique. Le refus des paysans qui se coalisent et prêtent serment tous ensemble les uns envers les autres (femmes et enfants compris) et s’engagent dans une politique de désobéissance civile qui conduit à leur expulsion.
Cette question du rapatriement des squatters augmente la pression des réserves qui déversent leur trop plein dans les villes. Toutefois, que ce soit dans les Hauts Plateaux, les réserves ou à Nairobi, la majorité des individus demeure désœuvrée, dépourvue de moyen et déconnectée des réseaux de solidarité traditionnel parfois, conduisant tout droit à la criminalité qui explose dans les années 1940. Toute quantification est ici illusoire. En effet, la police coloniale ne dispose pas d’assez d’effectifs pour assurer le service dont elle est dépositaire, ensuite de nombreuses exactions ne sont pas même mentionnées par ces autorités ou ceux qui les subissent et enfin, une partie de la justice s’effectue selon les lois coutumières pour lesquelles trop peu de registres existent. La politisation de la société est donc déjà bien engagée à un moment où les tensions atteignent sans doute leur paroxysme.

## Insurrection multiforme
Le mouvement Mau Mau a traversé la Province Centrale comme une lame de fond, mêlant actions ouvertes et opérations secrètes. D’abord politique la révolte dérive vers la criminalité et la guerre d’insurrection sous l’effet conjoint d’une politique coloniale sclérosée et répressive. Au même moment pourtant le consulat français tire d’autres conclusions de l’agitation naissante : « l’économie politique de l’agriculture kényane et l’économie morale du droit intergénérationnel à la terre, qui la soutenait, étaient en crise ». Les opérations militaires se déroulent entre 1952 et 1956. L’endurance de cette révolte asymétrique doit donc aussi s’étudier à la lumière de l’action non combattante. En effet, la révolte Mau Mau a bénéficié de l’apport et du soutien des populations civiles qui ont organisé des réseaux d’approvisionnement et de communication performants. Parallèlement, l’armée britannique a été très vite dépassée et a dû transposer des techniques de contre-insurrection déjà utilisées lors des conflits en Malaisie.

### Opérations militaires (1952-1956)
C’est la diffusion du serment de 1950 (cf infra) qui inquiète de plus en plus les autorités coloniales alors qu’au même moment on assiste à une montée de la criminalité. La déclaration de l’état d’urgence en octobre 1952 fait suite à des exactions commises essentiellement dans les Hauts Plateaux qui ne font presque aucune perte humaine : incendies de pâturages et de ferme, mutilations de bétail de colons tués. En fait d’après Maloba, « the final resort to violence was provoked by Emergency, rather than the cause of it ; that only the arrival of troops, the arrest of political leaders, and the imposition of harsh emergency measures drove the Kikuyu into open revolt ». En effet, à cette occasion 187 dirigeants du KAU sont arrêtés dont Kenyatta. Son procès et sa condamnation en 1953 par le juge Ransley Thacker, en partie sur la base de faux témoignages, conduit réellement à l’éclatement des opérations militaires.

#### Offensive Mau Mau et contre-offensive coloniale

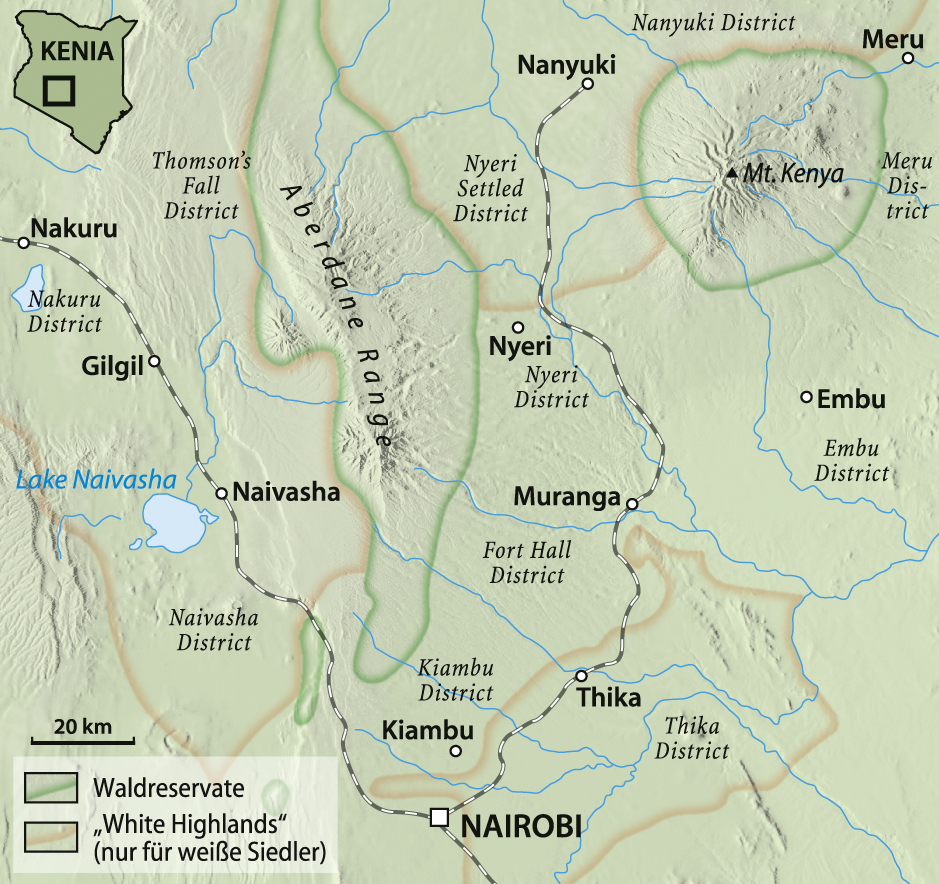
Réserves africaines et White Highlands.

L’offensive Mau Mau se déroule entre mars 1953 et avril 1954. En mai 1953 le poste de police de Naivasha est attaqué et presque simultanément des éléments de la guérilla assassinent un chef à la solde des Britanniques avec toute sa famille à Lari. On peut noter de nombreux succès contre les camps des Home Guards (milice kikuyu loyaliste) et sur les écoles missionnaires (150 détruites en juillet 1954).
Les révoltés lancent également des raids sur les fermes pour détruire les établissements et s’approvisionner en nourriture. Le 25 juin 1953 est prévue une grande offensive de sept colonnes, visant des infrastructures, finalement avortée, car certaines d’entre elles se sont repliées sous l’effet de mauvais présages témoignant de l’importance de la sorcellerie sur les mentalités des insurgés.
La contre-offensive coloniale, qui s’appuie sur des troupes régulières, des milices coloniales et africaines (les Home Guards) compte jusqu’à 50 000 hommes, peut se séquencer en deux temps. Elle passe d’abord par une appropriation du terrain et des raids sporadiques sur les camps Mau Mau avec des succès certains en comparaison avec les actions des insurgés. Ainsi, l’Opération bouton d’or de juin-juillet 1953 cause la mort et la capture de près de 350 rebelles. Elle permet en outre la prise du plus grand camp des Mau Mau dirigé par Stanley Mathenge. Les forces britanniques ont souvent recours à des bombardements qui impactent fortement la détermination des combattants si l’on en croit les écrits de guérilleros. Une première tentative de sortie de crise intervient en 1954 avec la capture du Général China à laquelle s’oppose un refus catégorique des armées des Aberdares. Dans un second temps, la réaction touche aussi les zones urbaines.
L’Operation Anvil (révolte des Mau Mau) (en) d’avril 1954 mobilise plus de 25 000 hommes pour inspecter les 100 000 Africains de Nairobi et se conclut sur l’arrestation de 30 000 personnes. Pour éliminer les derniers bastions, les forces britanniques recourent à d’anciens Mau Mau pour traquer les combattants. Ils infiltrent les bandes Mau Mau et donnent des informations capitales. La fin de la révolte est généralement datée de la capture de Dedan Kimathi, le général des Aberdares en octobre 1956.

#### Structures de la révolte
En fait, la révolte Mau Mau a souffert de faiblesses structurelles qu’elle n’a pas su dépasser. Tout d’abord le manque de stratégie militaire est flagrant. Contrairement aux guérillas traditionnelles, aucune infrastructure (ponts, routes, bâtiments de l’administration, ports, etc.) n’a été visée pour entraver les communications, et la coordination des opérations demeure anecdotique. Militairement, l’insurrection est dépourvue d’équipements. À la fin 1953, au momentum de la révolte, les Mau Mau disposent de 1 400 armes à feu, de quoi équiper 15 % des effectifs. Le mouvement ne dispose pas d’armes lourdes : de mitrailleuses, de bazookas ou de mortiers, etc. L’insuffisance des moyens conduit à la conception d’armes à feu de fortune fabriquées dans la forêt. Les haches et les couteaux forment l’essentiel de l’armement.
En outre, les troupes sont à peine formées à la guerre insurrectionnelle. Par ailleurs, les forces Mau Mau n’ont pas cessé de décroître. En 1952 on compte 15 000 combattants contre 2 000 à la fin de l’année 1955. Mais c’est sans doute la faiblesse de la hiérarchie qui a condamné la révolte. Malgré des tentatives d’unification des différents groupes la révolte a gardé un caractère bipolaire entre les troupes des Aberdares (Kimathi) et celles du mont Kenya (Général China). Même au sein de ces armées, l’empreinte locale des groupes est demeurée un frein à l’extension de la révolte. En effet, les insurgés ont eu tendance à prendre le maquis non loin de leur localité d’origine pour bénéficier des solidarités de la parenté. Le seul succès de la révolte est sans doute son endurance permise par un réseau de ravitaillement très bien développé – autant dans les zones rurales qu’urbaines où des impôts sont prélevés sur toutes les activités et où des réseaux criminels organisent des vols d’armes à feu – mais aussi par une parfaite connaissance de la zone d’insurrection forestière. Les Mau Mau ont transformé les forêts de la Central Province en bastion imprenable et impénétrable pour les forces britanniques.
Au total, la révolte a causé la mort de plus de 11 000 Mau Mau et plus de 30 000 arrestations. Du côté britannique, on compte moins de 200 morts dans les contingents militaires et à peine 32 colons assassinés. Elle aura en outre coûté près de 60 millions de livres sterling à la couronne. Néanmoins, ces évaluations doivent être considérées comme une estimation basse puisque des hommes comme Mathenge sont sans doute morts sans qu’une preuve n’ait pu être produite. Toutefois, la révolte n’est pas seulement une succession d’actions militaires. En fait, dans une certaine mesure, on peut même la qualifier de révolte « totale[réf. nécessaire] ».

### Endoctrinement partisan
La singularité du mouvement Mau Mau réside d’abord dans la pratique du serment et sa diffusion qui débute dès 1950 et touche presque toute la population Kikuyu. Face au manque de solutions aux problèmes socio-économiques et la privation de libertés, des éléments au sein du KAU se radicalisent. Deux organismes s’engagent ainsi dans une politique qui passent par les serments : le Parliament et le Muhimu. Le premier opère essentiellement dans le district rural de Kiambu tandis que le second, plus radical, porte son action dans les centres urbains comme Nairobi et Fort Hall. Ce serment, on l’a vu, est fondamental dans les croyances Kikuyus. Son non-respect peut entraîner des conséquences graves. Au fil de la révolte, apparaît une gradation dans les serments. Le premier délivré dès 1950, le serment d’unité « was the general oath, administered extensively to as many Kikuyu as possible with the obvious intention of secretly uniting, disciplining and fostering political consciousness and commitment to nationalist struggle » s’accompagne d’une participation financière et d’une désobéissance aux lois coloniales.
L’existence d’un second serment est attestée après l’état d’urgence, celui des guerriers, le batuni, par lequel les combattants promettent de tuer pour la cause. Enfin, un autre serment, ou d’autres typologies ont été élaborées comme celle de Bostock qui en dénombre huit. Maloba précise le mode d’administration de ces serments : « La propagation du serment d’unité dans la Central Province et à Nairobi reposait sur des cellules politiques visant le contrôle des initiés ainsi que la solidarité avec les autres cellules du mouvement. Il se trouve que ces cellules se trouvaient à l’échelle des villages, en particulier dans les zones rurales de la Central Province ou les membres étaient souvent des parents ou des associés très proches les uns les autres et ou il était possible d’identifier ceux qui se sont joints au mouvement et ceux qui ont résisté en refusant de prêter serment. Le mouvement se servait des structures sociales préexistantes pour assurer la mobilisation politique. La pression des voisins, la crainte d’être exclus, l’intimidation, ont tous joué leur rôle pour assurer que la majorité des villageois jurassent de soutenir le nationalisme militant. ». Le succès est tel qu’en septembre 1952 presque 90 % des Kikuyus ont prêté serment. Mais le serment n’est pas l’unique arme d’endoctrinement. Dans de nombreux camps de Mau Mau et selon les écrits de Njama, un cadre de la révolte, on a retrouvé des livres de chants. Ceux-ci étaient utilisés pour encourager les troupes et transmettre le message à une population largement analphabète. Il est intéressant de voir l’évolution des thèmes de ces chants : à l’origine politique au moment de l’apogée de la révolte, ils dérivent peu à peu dans des dimensions christiques et messianiques au fur et à mesure qu’elle s’essouffle, faisant de Kenyatta le Messie et des généraux des apôtres.

### Propagande coloniale
Du côté britannique la propagande s’est organisée autour de trois axes : dénaturer la révolte, diviser les Kikuyus et rééduquer la population. Tout d’abord la propagande a tenté de présenter la pratique des serments comme une résurgence de la sauvagerie et de l’animalité primitive qui a perduré malgré l’effort d’humanisation fourni par les colons. En 1954, une délégation du Parlement du Kenya (où il n’existe aucune représentation africaine) écrit dans le White Paper que le Mau Mau est : « a conspiracy designed to dominate first the Kikuyu tribe and then all Africans and finally to exterminate or drive out all other races and seize power in Kenya » tandis que le serment est qualifié de « unfit for general publication ». En effet, des individus comme Bostock, ont largement insisté sur le registre de la déviance sexuelle (nécrophilie, scatophilie ou zoophilie) dans la pratique des serments, parfois attestée et prouvée par les dires d’anciens combattants[réf. nécessaire], dont le témoignage est difficilement recevable étant donné les méthodes d’interrogatoires pratiquées par les forces coloniales.
Pour contrer l’expansion du serment, on met aussi au point des cleansing ceremonies administrées par des Kikuyus eux-mêmes pour éviter la souillure du thahu. La division des Kikuyus s’appuie en fait sur les structures imposées par l’indirect rule. Parmi les loyalistes, on constitue des Home Guards, des milices kikuyus qui pratiquent de nombreuses exactions et font régner l’ordre et la terreur dans les populations sympathisantes de la révolte mais qui sont aussi les premières cibles des Mau Mau. En outre, les Britanniques ont su profiter de la faiblesse des structures de contrôle et de recrutement de la révolte pour l’infiltrer à tous les niveaux.
En 1953, Katharine Hurst, première femme procureure dans la Colonie et protectorat du Kenya poursuit en justice les membres de la société secrète Mau Mau. L’insurrection est également vue comme une maladie à purger. Les autorités mettent en place le pipeline, un ensemble de camps de réhabilitation pour les Mau Mau. Une gradation est instituée entre détenus noirs, gris et blancs, qui atteste du degré de guérison de l’individu. Les conditions y sont précaires, les traitements immoraux, entrainant parfois la mort de détenus. La politique fonctionne tellement bien que l’un des chefs de file de la KAU, Mugo, emprisonné en 1952 déclare à sa sortie avoir trouvé la « révolution qui va sauver le Kenya ». Enfin, pour mieux contrôler les populations, on instaure une politique de villagisation, qui va à l’encontre de l’organisation en mbari et hameaux des Kikuyus, tout en créant des zones tampons sur les lisières des forêts et en interdisant les déplacements sans laissez-passer pour casser les réseaux de ravitaillement. Au total, ce sont plus de 1 300 villages construits dès 1954 qui accentuent la pression démographique déjà trop élevée et empêchent une exploitation correcte des terres.

## Héritage Mau Mau
La révolte Mau Mau demeure assez difficile à cerner, notamment à cause de sa propre évolution. De nombreux auteurs et observateurs plus ou moins objectifs (Burjtenhuijs, Maloba, Henderson, Carothers) se sont heurtés à des difficultés pour la caractériser. Aussi, on tâchera d’abord de présenter une synthèse de ces différentes analyses et voies poursuivies. Malgré l’échec final de la révolte et l’affirmation de nombreux auteurs, il faut aussi considérer la contribution du mouvement à la marche vers l’indépendance dont les premiers pas se sont justement effectués durant l’état d’urgence. Enfin, le Mau Mau a été autant source d’inspiration que de discordes dans le Kenya post-colonial et on présentera donc brièvement quelques-uns de ces aspects.

### Évolution du colonat britannique: vers l'indépendance
L’échec final de la révolte a souvent occulté son rôle dans l’indépendance qui n’intervient que sept ans après ces faits. Pourtant, les premiers pas vers l’indépendance interviennent dès 1954. En effet, dès cette date et malgré la répression en cours, le Foreign Office se rend compte de la nécessité de faire évoluer les statuts de la colonie. La Constitution Lyttelton de 1954 s’engage ainsi dans la voie du multiracialisme, réautorise l’existence des partis politiques africains, engage un dialogue avec les meneurs et constitue un Conseil des Ministres avec trois Européens, deux Indiens et un Africain. Peu à peu, on prévoit même des élections, avec un collège électoral réduit, à la suite des pressions de dirigeants syndicalistes comme Tom Mboya.
En 1956, huit Africains occupent des sièges au Conseil Législatif qui se réunissent dans le African Elected Members Organisation (contre quatorze Européens). Ils engagent très vite un boycott de l’institution qui mène à la rédaction d'une nouvelle constitution. La Constitution Lennox-Boyd de 1958 est perçue comme l’ultime tentative d’instaurer le multiracialisme dans la colonie. Elle étend le nombre de membres au Conseil Législatif à 44 membres avec autant d’Africains que d’Européens. Dans le même temps, des organes comme le Conseil d’État sont créés pour contrer l’influence du Conseil Législatif et le Conseil des Ministres n’est pas réformé. En outre, l’arrivée de six nouveaux membres fait apparaître des divergences au sein des représentants africains.
En 1960, les divergences s’exacerbent et deux partis qui se veulent nationaux se constituent : le KANU (Kenyan African National Union) de Kenyatta héritier direct du KAU et le KADU (Kenyan African Democratic Union). Le premier entretient par ailleurs des relations avec la Land Freedom Army, un mouvement néo Mau Mau qui sévit dans les Hauts Plateaux entre 1960 et 1962, tandis que le second est plus régionaliste. La politique agraire et la répartition des terres sont les principaux thèmes de campagne, thèmes justement déjà revendiqués par les combattants Mau Mau. Il serait faux d’affirmer que la révolte a mené à l’indépendance entérinée par la Conférence de Lancaster House de 1962, tout comme il serait faux de négliger son apport puisque ses revendications ont été reprises tout comme les chefs de file dont elle se réclamait.

### Après la révolte: résurgence, femmes et littérature

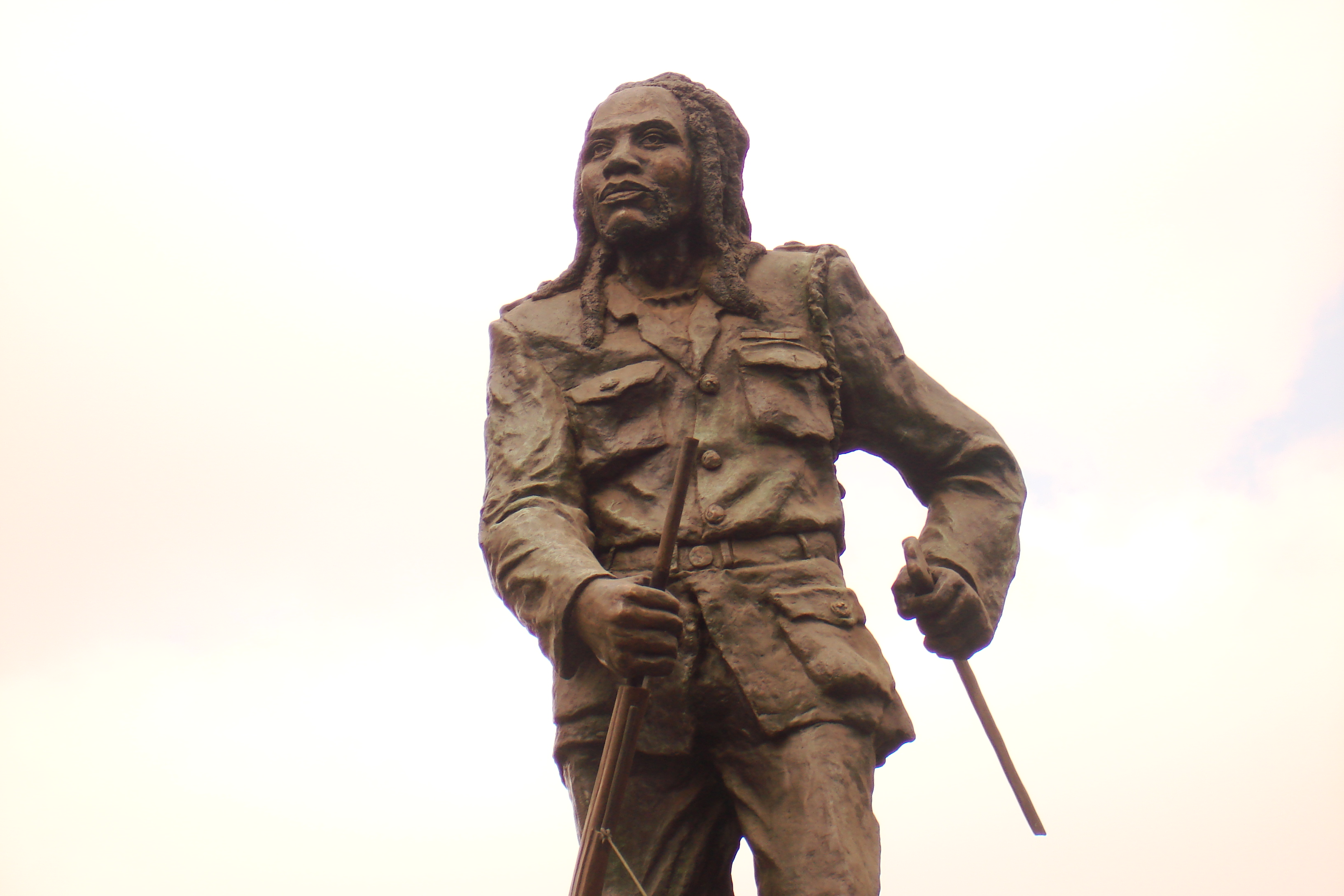
Statue de Dedan Kimathi à Nairobi.

En ce qui concerne l’héritage direct de la révolte, on constate une pluralité des expressions. D’abord le mouvement Mau Mau ne s’est pas réellement éteint avec la capture de Dedan Kimathi. Des irréductibles sont restés dans le maquis et d’autres groupes sont réapparus à la fin des années 1950 se réclamant des mêmes conceptions, revendiquant les mêmes droits, etc. Ainsi, un Conseil du Peuple est institué (une milice), au moment de la libération de Kenyatta on assiste à une résurgence des serments, etc.
Jusqu’après l’indépendance, des éléments de l’armée du Mont Kenya du Général China continuent leur combat mais les opérations se sont déplacées vers la frontière somalienne. Les derniers chefs de l'insurrection sont même tués dans des opérations de police du nouvel État kényan. D’une manière plus générale, la réhabilitation des combattants a été difficile. L’arrivée au pouvoir de Kenyatta à l’indépendance, qu’ils ont toujours soutenu et reconnu comme chef même si celui-ci a constamment condamné les moyens d’actions Mau Mau, a été une grande désillusion. Les anciens Mau Mau espéraient récupérer des postes dans l’administration ou l’armée mais le fort taux d’analphabétisme dans leur rang et surtout le pragmatisme politique de Kenyatta a freiné toute « mauïsation » de la fonction publique du pays. Kenyatta craignait un retrait des capitaux étrangers avec l’inclusion d’éléments nationalistes et révolutionnaires issus de la rébellion. Néanmoins, l’héritage est tout de même assumé pour certains acteurs de la révolte. Ainsi nomme-t-on des rues, des places et d’autres infrastructures d’hommes décédés pendant le conflit comme Mathenge, ou après coup comme Kimathi puis Kenyatta.
Cora Ann Presley, dans The Mau Mau rebellion, Kikuyu women, and social change, a étudié le statut des femmes dans l’après révolte. Le caractère inégalitaire de la société Kikuyu à l’égard des femmes s’est estompé. À l’origine exclues des organes de décisions, c’est grâce à leur rôle dans la révolte qu’elles acquièrent une certaine émancipation. Enfin, le Mau Mau a aussi influencé la littérature de quelques grands esprits africains comme wa Thiongo qui a largement contribué à la popularisation du thème du traître dans la littérature africaine post-coloniale comme dans A Grain of Wheat. En effet, Leroux pointe l’un des malaises de l’indépendance : « L’acte de naissance de ces jeunes nations est entaché par des fautes, que celles-ci correspondent à une volonté de nuire ou à une erreur de jugement ». Or, cette faute est souvent provoquée par le traître qui a pactisé avec la puissance colonisatrice.

### Quelques typologies de la révolte
Caractériser la révolte Mau Mau est une entreprise complexe. Elle ne peut pas se résumer car elle puise dans trop de registres différents et surtout elle n’a jamais été figée.
Buijtenhuijs a tenté de produire plusieurs analyses. Pour lui, elle peut être considérée comme un mouvement de renouveau culturel, dans la mesure où elle emprunte à la mystique et aux croyances Kikuyus en particulier en ce qui concerne les serments. Il s’agit de puiser dans un corpus de tradition commune pour créer et refonder l’unité de la société mise à mal par la colonisation. G. Balandier y voit un « retour à la sauvagerie » comme source de régénération. Cette sauvagerie a été en outre largement médiatisée par les colons et les Occidentaux comme L.S.B. Leakey ou I. Leigh (une femme de colon) qui ont diffusé des informations souvent erronées sur les serments. De même, la sorcellerie qui a empêché la conduite de plusieurs opérations, dont celle du 25 juin 1953, doit être considérée dans ce mouvement de renouveau culturel.
La révolte est aussi anticoloniale dans la mesure où elle revendique des droits dont l’administration prive les populations et qui s’axent sur deux points : terre et liberté. Même si elle est composée essentiellement de Kikuyu, la révolte peut être qualifiée de « cas de tribalisme au service de la nation ». D’autres éléments prouvent cette conception globale de la révolte comme la création du Kenya Parliament ou du Kenya Defense Council, deux organes perçus comme des tribunes de discussion entre les différents groupes armés mais qui n’ont jamais réellement fonctionné.
Le Mau Mau est aussi une guerre civile si l’on considère l’impact sur les populations. Ce sont essentiellement des Africains qui ont souffert des combats. On dénombre moins de 250 décès de Blancs pendant le conflit contre des milliers chez les Africains. En outre, l’instrumentalisation des Home Guards et des King’s African Rifles par les autorités britanniques montrent bien l’aspect fratricide du conflit. Toutefois, là encore il faut relativiser puisque la révolte a contribué au rapprochement de certaines catégories sociales, notamment en cassant l’antagonisme homme-femme (cf infra) présent dans la société Kikuyu mais aussi le clivage jeune-vieux devenu obsolète avec la destruction de l’alternance politique Kikuyu par l’indirect rule.
La thèse de Maloba présente la révolte comme une insurrection paysanne et non une révolution. En effet, la majorité des éléments de la guérilla se recrute parmi les ahoi (paysans sans terre) et les squatters expulsés tandis que les grands propriétaires terriens sont largement favorables au système colonial. La révolte Mau Mau puise à n’en pas douter dans tous ces registres. Cet hétéroclisme a sans doute fortement contribué à fragiliser la révolte qui n’a pu de ce fait définir une orientation politique et des buts clairs. D’ailleurs, dès son introduction Maloba affirme que « In Mau Mau, there were no revolutionary intellectuals nor cadres. As a result the revolt lacked the essential unity of focus normally provided by a revolutionary party ».

## Œuvres dérivées

### Cinéma
- Safari, 1956, de Terence Young, avec Victor Mature et Janet Leigh.
- Le Carnaval des dieux (1957), de Richard Brooks avec Rock Hudson et Sidney Poitier.
- A Man to Match the Hour (1965), film du Réarmement moral sur la vie de Peter Howard et notamment ses liens avec des militants Mau Mau.
- The Kitchen Toto (en) (1987) de Harry Hook avec Edwin Mahinda, Bob Peck, Phyllis Logan et Ayub Ogada, film anglais dont l'action se situe au début de la guerre d'indépendance du Kenya, où un garçonnet noir, aide-cuistot chez un policier blanc, se trouve pris entre les insurgés Mau Mau et ses patrons.
- Le Plus Vieil Écolier du monde, 2010, avec Oliver Lintodo et Naomie Harris.

### Musique
- Mos Def, en collaboration avec d'autres artistes, rend hommage à ces rebelles dans le titre Blak iz black issu de la bande originale du film Bamboozled (ou The Very Black Show sous son nom français) réalisé par Spike Lee en 2000.

### Littérature
- Joseph Kessel consacre en 1954 un article aux Mau Mau (dans Témoin parmi les hommes, La Nouvelle Saison), ainsi qu'un roman-reportage La piste fauve, publié également en 1954.
- On observe également de multiples références au mouvement Mau Mau dans Le Pouvoir Noir[59], livre qui regroupe biographie et discours de l'activiste Malcolm X.
- Romain Gary, dans Les racines du ciel y fait plusieurs fois référence.
- Frantz Fanon, dans Les damnés de la terre y fait plusieurs fois référence.

### Ouvrages
- (en) J.C. Carothers, The Psychology of the Mau Mau, Nairobi, Colony and Protectorate of Kenya, Government Printer, 1954
- (en) D. Branch, Defeating the Mau Mau Creating Kenya, Cambridge University Press, Cambridge, 2009
- R. Buijtenhuijs, Le Mouvement « Mau-Mau » Une révolte paysanne anti-coloniale en Afrique Noire, Belgique, Mouton & Co, 1971.
- (en) R. B. Edgerton, Mau Mau an African Crucible, The Free Press, New York, 1989
- (en) J. Forbes Munro, Britain in Tropical Africa 1880-1960, Macmillan Press, Londres, 1984
- C. Horrut, Les décolonisations est-africaines, Paris, Pedone, 1971.
- (de) L. S. B. Leakey, Mau-Mau und die Kikuyus. Beck, München 1953
- (en) W. O. Maloba, Mau Mau and Kenya, Indianapolis, Indiana University Press, 1993.
- (en) R. M. Maxon, T. P. CANSKY, Historical Dictionary of Kenya, Scarecrow Press, London, 2000
- (en) James Currey, A. Ogot, W. R. Ochieng, Decolonization and Independance in Kenya 1940-1963, Ohio University Press, 1995 (ISBN 9780852557051 et 0821410504, LCCN 92021440). Sur archive.org
- (en) Cora Ann Presley, Kikuyu Women, The Mau Mau Rebellion and Social Change in Kenya, Westview Press, 1992 (ISBN 0813378877). Sur archive.org

### Articles
- Antoine Capet, Churchill : Le dictionnaire. Paris : Perrin, 2018 (862 p.), Rubrique La Répression des Mau-Mau, p. 304-305.
- F. Cooper, La Modernisation du colonialisme et les limites de l’empire, Labyrinthe En ligne, no 35, 2010, mis en ligne le 27 juillet 2012, consulté le 14 octobre 2013.
- P. Leroux, Indépendances, trahison et rédemption : Judas dans le roman postcolonial. Figures du traître dans Les Phalènes de Tchicaya U Tam’si et A Grain of Wheat de Ngugi wa Thiong’o, TRANS- en ligne, no 11, 2011, mis en ligne le 8 février 2011, consulté le 14 octobre 2013.
- A.-N. Peatrik, Une Sparte africaine, Journal des africanistes En ligne, 74-1/2, 2004, mis en ligne le 10 avril 2007, consulté le 26 septembre 2013.
- C. C. Robertson, Whose crime? Arson, class warfare and traders in Nairobi, 1940-2000, Crime, Histoire & Sociétés / Crime, History and Societies En ligne, Vol. 11, no 2, 2007, mis en ligne le 1er mars 2011, consulté le 1er octobre 2013.
- M. Thomas, Réflexions sur les conflits coloniaux, Revue historique des armées En ligne, 264 | 2011, mis en ligne le 6 septembre 2011, consulté le 14 octobre 2013.
- Hélène Charton, Analyse de lecture : C. M. PRESLEY, Kikuyu Women, the Mau-Mau Rebellion, and Social Change in Kenya, San Franciso, Westview Press, 1992., Clio. Histoire‚ femmes et sociétés DOI

### Divers
- Ethnibiomed.com, Carte du Kenya et de la Province Centrale (consultée le 14 octobre 2013)
- Jugement de la court du Kenya, 1954, en anglais: Criminal Appeal 276, 277, 278, 279, 280 & 281 of 1953 - Jomo Kenyatta & 5 others v Regina [1954 eKLR]